# Niewiarygodne przygody Marka Piegusa
Niewiarygodne przygody Marka Piegusa – wydana w 1959 powieść przygodowo-humorystyczna dla dzieci i młodzieży autorstwa Edmunda Niziurskiego.
Ze względu na walory rozrywkowe, potoczystą akcję i absurdalne poczucie humoru powieść szybko zdobyła wśród czytelników dużą popularność. W efekcie w 1966 powstał oparty na jej motywach serial telewizyjny.

## Streszczenie
Powieść jest napisana w formie relacji narratora ze spotkań z tytułowym Markiem Piegusem. Opowiada o mieszkającym w Warszawie na Powiślu trzynastoletnim chłopcu, którego prześladuje nieustanny pech. Każda podejmowana przez niego czynność, nawet najprostsza, kończy się niewiarygodnymi komplikacjami. Ostatecznie zostaje uprowadzony przez gang złoczyńców, a jego odbicia podejmuje się drużyna harcerska o specjalności detektywistycznej, dowodzona przez niejakiego Teodora.
Powieść cechuje się wartką akcją, niebanalną fabułą oraz humorem sytuacyjnym i słownym, którego przykładem są imiona i nazwiska bohaterów (np. przestępca Wieńczysław Nieszczególny, muzyk Cezary Cedur, Chryzostom Cherlawy, Albert Flasz, Ildefons Stułbia, Nudys itp.). Świat przedstawiony zawiera liczne elementy nierzeczywiste, niemogące występować w realiach PRL-u lat gomułkowskich – np. prywatny detektyw lub drużyna harcerska o specjalności detektywistycznej. Z drugiej strony realia powieściowe są celnymi i zjadliwymi aluzjami do prawdziwych problemów trapiących polskie społeczeństwo w dobie Gomułki, zwłaszcza braku mieszkań – część przygód Marka osnuta jest wokół zjawiska sublokatorów, dokwaterowanych do rodzinnego mieszkania.